# VCloud Air

vCloud Air是一项VMware所开发，基于vSphere的云计算服务。vCloud Air拥有三个基础设施即服务（IaaS）订阅服务类型：独立云、虛擬私有雲与灾难恢复。vCloud Air同时也提供成为按需虚拟私有云（Virtual Private Cloud OnDemand）的按程收费服务。
在2017年第二季度，VMware将vCloud Air售给了法国云服务提供商OVH。

## 历史
VMware在2008年于拉斯维加斯举办的VMworld大会上宣布了vCloud项目的启动，并获得了各大媒体的关注。
在2009年于旧金山举办的VMworld大会上，vCloud在vCloud展馆中两项（vCloud Pavilion）。vCloud也是2010年VMWorld大会的主题。
2013年5月21日，VMWare开启了vCloud混合服务（vCloud Hybrid Service）的抢先体验。2013年8月26日，官方宣布vCloud混合服务的各大特性，如灾难恢复即服务（DRaaS）与直接接合（Direct Connect）现已可用。
vCloud混合服务于2014年8月21日被重命名为vCloud。vCloud Air提供混合云服务—一项作为运行VMWare vSphere的数据中心扩展的公共IaaS，它们有着共同的管理及网络。在更名的同时，官方同时宣布了一项按需云计算计划，允许用户只对所使用的资源付费。
vCloud Air手机版于2014年8月25日发布并添加了对AirWatch与中枢云铸造（Pivotal Cloud Foundry）的整合。
2017年4月4日，法国云提供商OVH宣布其打算收购VMware vCloud Air与其旗下的所有人员。收购于2017年第二季度完成。

## 数据中心位置
与其他公共云提供商类似，vCloud支持区域（vCloud术语为位置）的概念。这一概念通常用于更好地定价、增加程序性能或灾难恢复。vCloud Air在美国地区提供加利福尼亚州、内华达州、德克萨斯州、弗吉尼亚州及新泽西州服务器。国际上，VMWare提供英国、德国、日本和澳大利亚服务器。
政府用户则还可使用另外两地的服务器：亞利桑那州与弗吉尼亚州服务器。

## 架构
vCloud Air支持在vSphere运行超过5000个应用与超过90个操作系统。vCloud Air拥有工作负载可携性和基于vSphere的迁移，即在从数据中心迁移到云和反之亦然的过程中不进行任何重写或录制数据。
网络虚拟化允许用户配置防火墙和网络以镜像已有的网络，包括NAT规则、防火墙规则、网络与公网IP。

## 按需虚拟私有云
按需虚拟私有云（Virtual Private Cloud OnDemand）是来自vCloud Air的一个客户自理的按需云计算平台。此平台提供的IaaS按程收费允许用户根据所使用的虚拟CPU、存储、虚拟内存、网络及IP付费。此外，此服务允许调整已开机的虚拟机。
VMware于2014年10月14日宣布了vCloud Air按需虚拟私有云的抢先体验。此项目于2014年11月17日正式发布。它为已批准的用户提供了$1000的免费额度。
按需虚拟私有云于2015年1月20日正式向公众发布。同时也宣布为前90天注册的用户提供了$300的免费额度。

## 配置
最为基础的配置包括有着1GB内存、1颗虚拟CPU和20GB SSD存储的虚拟机，价格为$0.07/时。当前此服务支持下列三种操作系统：
- CentOS
- 微软 Windows Server 标准版
- Ubuntu

此外，用户可使用最多16颗虚拟CPU和120GB的内存。存储选项则包括：
- 2TB标准存储
- 2TB SSD加速存储

用户最多可使用20个公网IP，客户支持的级别也不同。在线支持占总额的7％，生产支持为则$100或12％，以较高者为准。